# Straalvin vijlvis
De straalvin vijlvis (Stephanolepis cirrhifer) is een straalvinnige vis uit de familie van vijlvissen (Monacanthidae) en behoort derhalve tot de orde van kogelvisachtigen (Tetraodontiformes). De vis kan een lengte bereiken van 20 cm. 

## Leefomgeving
Stephanolepis cirrhifer is een zoutwatervis. De vis prefereert een gematigd klimaat en leeft hoofdzakelijk in de Grote Oceaan.

## Relatie tot de mens
Stephanolepis cirrhifer is voor de visserij van groot commercieel belang. In de hengelsport wordt er weinig op de vis gejaagd. 